# Vence (álbum)
Vence es el tercer álbum de estudio de la banda argentina de thrash metal Horcas, lanzado por NEMS en 1997. 
Este es el primer álbum de la banda en contar con la participación de Sebastián Coria como segunda guitarra, Guillermo De Luca en batería y Walter Meza en voz.
Entre este disco y el anterior pasaron algunos años en los que el grupo estuvo temporalmente separado, primero, y luego con varios cambios de integrantes, entre estos Christian Bertoncelli en voces, que no llegó a grabar ningún disco, aunque aporto la mayoría de las letras de este trabajo.
El tema Argentina, tus hijos tuvo el primer videoclip de la historia de la banda.

## Lista de canciones
Música por Osvaldo Civile, Sebastián Coria, Norberto Yáñez y Guillermo DeLucca.

| N.º   | Título                    | Escritor(es)                                                       | Duración |  |
| 1.    | «Resistencia»             | Christian Bertoncelli                                              | 5:20     |  |
| 2.    | «Garras»                  | Christian Bertoncelli                                              | 3:05     |  |
| 3.    | «Argentina, tus hijos»    | Christian Bertoncelli                                              | 4:30     |  |
| 4.    | «La Venganza»             | Christian Bertoncelli                                              | 5:03     |  |
| 5.    | «Gritos en tu Interior»   | Christian Bertoncelli                                              | 3:31     |  |
| 6.    | «Mentes Perversas»        | Hugo Benitez                                                       | 4:25     |  |
| 7.    | «Mundo Enfermo»           | Christian Bertoncelli                                              | 2:59     |  |
| 8.    | «Tierra de Libertad»      | Christian Bertoncelli                                              | 3:34     |  |
| 9.    | «Tormentoso Sufrir»       | Christian Bertoncelli                                              | 3:34     |  |
| 10.   | «Miserable»               | Christian Bertoncelli                                              | 6:10     |  |
| 11.   | «Resistirse a Complacer»  | Christian Bertoncelli                                              | 4:52     |  |
| 12.   | «No Te Dejes Influenciar» | Christian Bertoncelli                                              | 4:20     |  |
| 13.   | «Sangre Fría»             | Christian Bertoncelli                                              | 3:54     |  |
| 14.   | «El Cetorca»              | Sebastian Coria, Osvaldo Civile, Norberto Yáñez, Guillermo DeLucca | 0:39     |  |
| 55:54 |                           |                                                                    |          |  |

## Integrantes.
- Osvaldo Civile (guitarra)
- Walter Meza (voz)
- Sebastián Coria (guitarra)
- Norberto Yáñez (bajo)
- Guillermo De Lucca (batería)

- Datos: Q6160233